# Jean de Lespinasse
Pour les articles homonymes, voir Lespinasse.
 (juillet 2016).
Si vous disposez d'ouvrages ou d'articles de référence ou si vous connaissez des sites web de qualité traitant du thème abordé ici, merci de compléter l'article en donnant les références utiles à sa vérifiabilité et en les liant à la section « Notes et références ».
Pour les articles homonymes, voir JDL.
Jean de Lespinasse ou JdL, né le 5 décembre 1896 à Bréhat (Côtes-du-Nord) et mort le 9 juin 1979 à Nice, est un céramiste français.

## Biographie
Résistant sur la Côte d’Azur pendant la Seconde Guerre mondiale, Jean de Lespinasse monte une entreprise d’artisanat local au sortir de la guerre, puis il crée avec sa femme la SOCFRA qui produira des céramiques dès la fin des années 1940. Leur route croisera alors celle de Roger Capron et de son épouse Jacotte, des ateliers Madoura, de Robert Picault ou de Georges Tardieu.
L'atelier de céramique, situé dans le quartier de Cimiez à Nice, emploie une dizaine de personnes (coulage des pièces, bidouillage, cuisson des biscuits, décoration, émaillage, cuisson…). Les matières premières servant à fabriquer les biscuits, puis à émailler les pièces, sont achetées chez L'Hospied et Cie à Golfe-Juan. Les céramiques sont vendues à des boutiques sur la côte d'Azur, dans un premier temps, dans toute la France et à l'étranger, dans un second temps. Deux fois par an, les collections sont présentées à la foire de Lyon et au salon des Arts du feu à Paris (devenus les Ateliers d'art).
L'atelier loue également des boutiques durant la saison estivale à Sainte-Maxime (de 1958 à 1961), à Saint-Paul-de-Vence et à Vallauris (raison pour laquelle le nom de cette ville figure sous certaines pièces), pour y vendre sa production fabriquée à Nice.
Les pièces portent généralement au cul le sigle « JdL » ainsi qu'un numéro, qui correspond au catalogue que Jean de Lespinasse et son beau-fils, Jean Saguès, utilisaient lorsqu’ils partaient en tournée pour présenter les collections après chaque salon.
L’activité de l’atelier cesse au début des années 1980, après le décès du fondateur.
Les pièces signées par l'atelier Jean de Lespinasse sont généralement de grandes dimensions, nerveuses et très structurées. On relève surtout un grand travail dans l’émail, entre les mats et les brillants, qui démontre une grande maîtrise de l’art de la céramique.
Ces créations sont souvent présentes dans les ventes aux enchères concernant la céramique des années 1950 et 1960.